# Édouard Ducros
Pour les articles homonymes, voir Ducros.
Édouard Auguste Marius Antoine Ducros, né à Aix-en-Provence le 28 août 1856 où il est mort le 27 octobre 1936, est un peintre de marine français.

## Biographie
Élève de Julien Gustave Gagliardini et de Louis Gautier, il expose dans divers salons dont le Salon de Paris et à Lyon et obtient un diplôme d’honneur à Aix et une médaille à Versailles et à Lyon.
Impressionniste, il est le fondateur de la Société des amis des arts d'Aix-en-Provence. 
Ses œuvres sont conservées aux Musées d'Aix, de Montpellier de Digne et de Béziers. Sa toile Le Grand canal de Martigues a été acquise par la ville de Paris.